# 拔絲地瓜

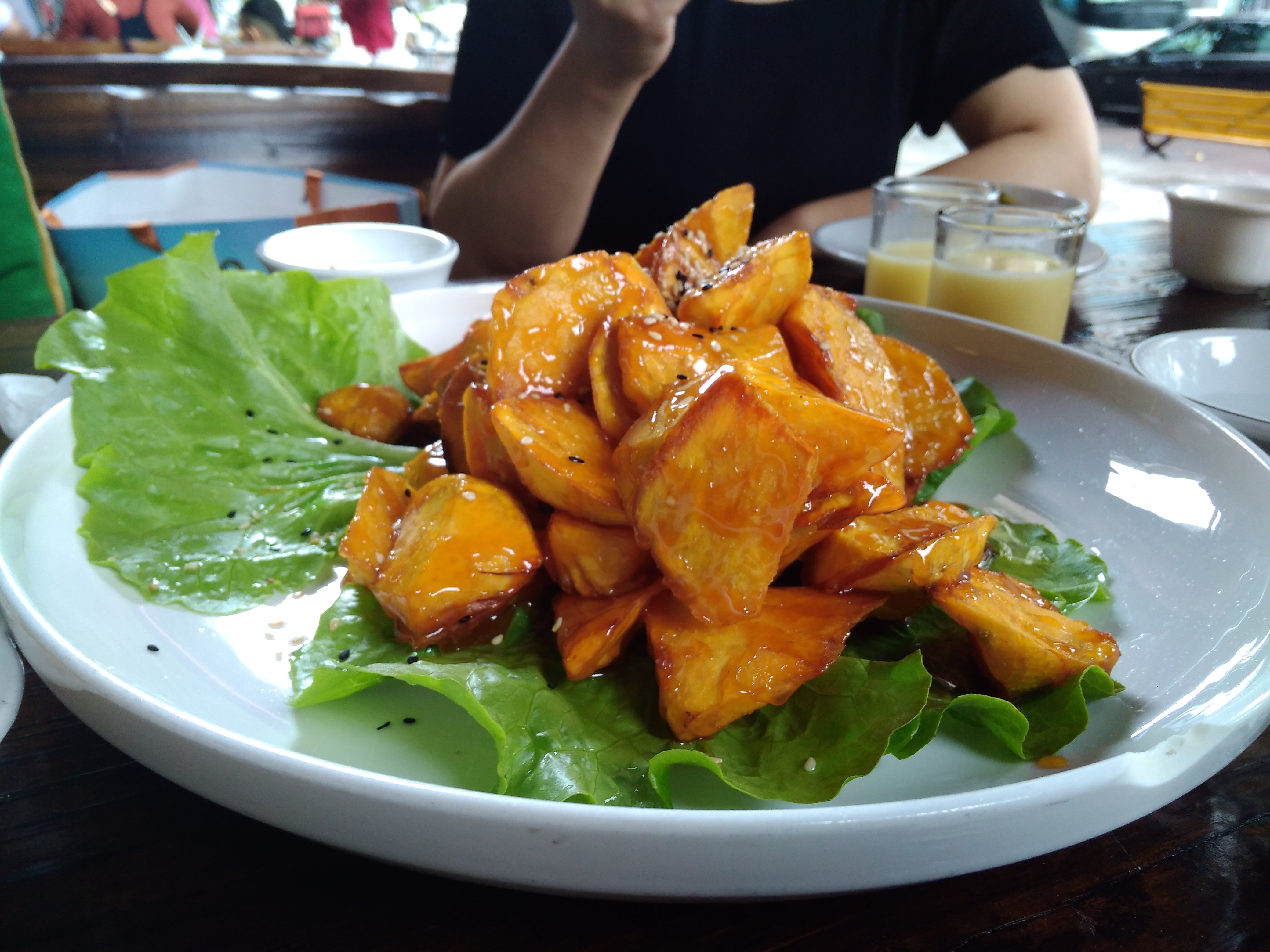
拔絲地瓜

拔絲地瓜，是将地瓜（番薯，白薯）切块，炸熟。再在炒锅里放上少许油（初學者可以用水）和大量的白砂糖，用小火加热，直到糖融化变粘稠，然后将炸熟的地瓜放入混合（高级厨师可以在同一个锅里同时炸地瓜块和化糖，这样最大的保证了温度的统一，但需要很高的技术，低级一点的一般使用两个炒锅保证温度），立即趁热食用。食用时用筷子夹住一块地瓜可以拉出很长的糖丝，所以叫拔丝，由于刚拔出来丝的地瓜非常的热，一般要预备一碗凉水（也可用其他凉飲料）蘸一下，使糖丝变硬，以便於把丝拉断入口（也起到降低表面温度的作用）。
拔丝不仅可以用于地瓜，也可用于土豆、苹果、山药甚至冰块等。
地瓜拔絲源於中國山东省，不過現在全中國都能吃到地瓜拔絲，而且隨著華僑的傳遞，日本、韓國都能吃到地瓜拔絲。在日本有一种与拔丝地瓜较为相似的料理，称为“大学芋”，盖因最初乃是大正至昭和年间（约1910年代至1920年代）于东京神田附近卖给周边大学生的零食得名（尽管早在1898年就有这种食物的记载）。与地瓜拔絲区别在于，大学芋没有拔丝，只是用糖稀裹上滚刀块的红薯制成，且大多会撒上芝麻。